# Rallye de Catalogne 2016
Le 52e rallye de Catalogne 2016 est la 12e manche du Championnat du monde des rallyes 2015.

## Présentation et résumé
Le rallye se tient du 13 au 16 octobre 2016.
La première journée, disputée principalement sur terre, n'avantage pas l'ouvreur Sébastien Ogier et profite au local Daniel Sordo qui mène le rallye après avoir signé deux meilleurs temps en fin de journée. 
Cependant, lors des deux dernières journées disputées sur asphalte, Sébastien Ogier refait peu à peu son retard et finit par prendre la tête à la fin de la deuxième journée pour ne plus la lâcher et ainsi remporter le rallye pour la troisième fois. Ceci plus le fait qu'Andreas Mikkelsen s'était déjà retiré du rallye auparavant, s'avère être plus que suffisant pour que Sébastien Ogier soit sacré champion du monde pour la quatrième fois consécutive.

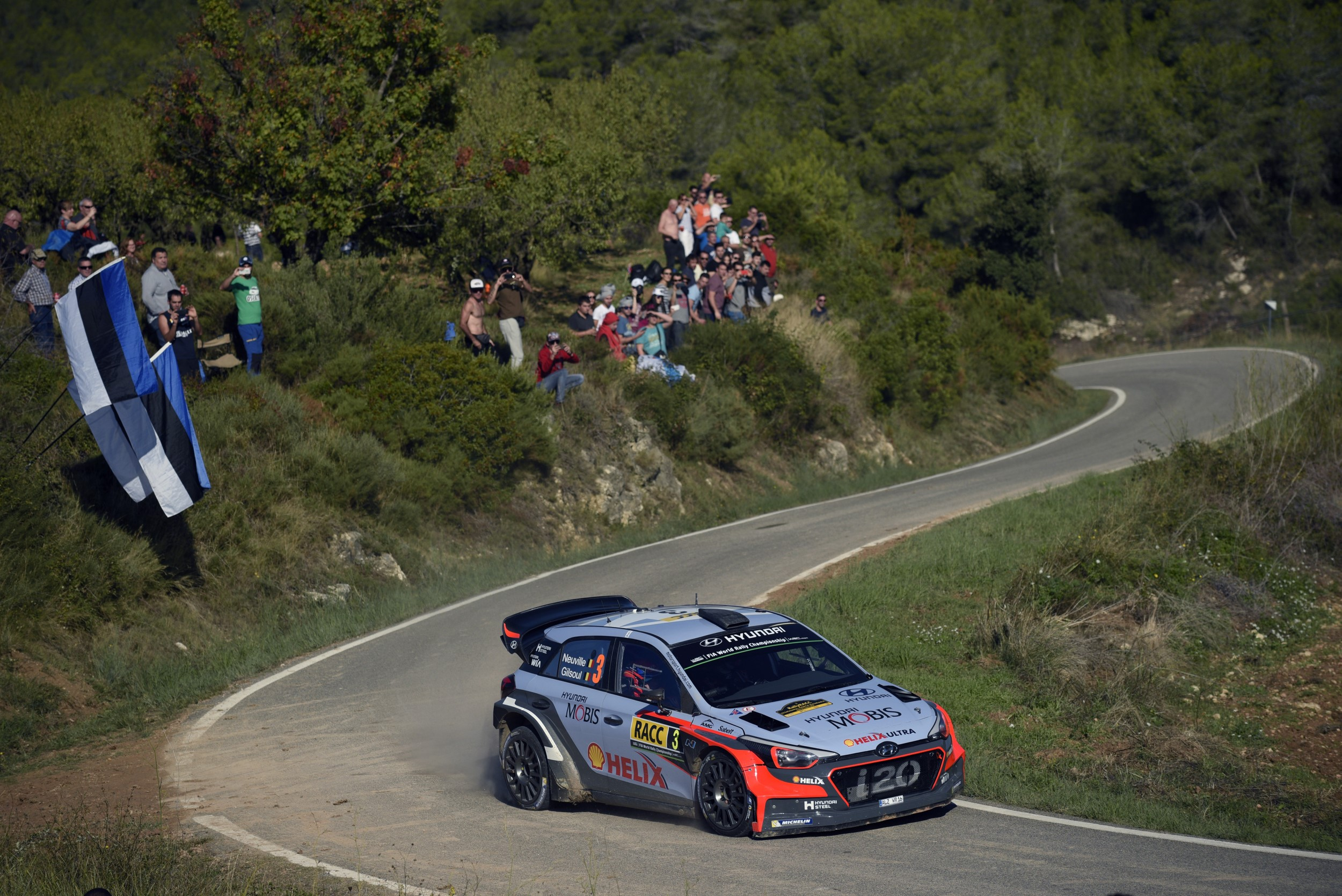
Thierry Neuville, ici durant le rallye, termine troisième.

## Résultats

### Classement final
| Rang              | Pilote             | Copilote           | Numéro            | Voiture                          | Écurie                | Classe            | Temps             | Écart             | Points            |
| Toutes catégories | Toutes catégories  | Toutes catégories  | Toutes catégories | Toutes catégories                | Toutes catégories     | Toutes catégories | Toutes catégories | Toutes catégories | Toutes catégories |
| ----------------- | ------------------ | ------------------ | ----------------- | -------------------------------- | --------------------- | ----------------- | ----------------- | ----------------- | ----------------- |
| 1                 | Sébastien Ogier    | Julien Ingrassia   | 1                 | Volkswagen Motorsport            | Volkswagen Polo R WRC | WRC               | 3 h 13 min 03 s 6 |                   | 272               |
| 2                 | Dani Sordo         | Marc Martí         | 4                 | Hyundai Motorsport               | Hyundai i20 WRC       | WRC               | 3 h 13 min 19 s 2 | +15 s 6           | 191               |
| 3                 | Thierry Neuville   | Nicolas Gilsoul    | 3                 | Hyundai Motorsport               | Hyundai i20 WRC       | WRC               | 3 h 14 min 18 s 6 | +1 min 15 s 0     | 15                |
| 4                 | Hayden Paddon      | John Kennard       | 20                | Hyundai Motorsport N             | Hyundai i20 WRC       | WRC               | 3 h 14 min 31 s 4 | +1 min 27 s 8     | 12                |
| 5                 | Mads Østberg       | Ola Fløene         | 5                 | M-Sport World Rally Team         | Ford Fiesta RS WRC    | WRC               | 3 h 16 min 28 s 0 | +3 min 24 s 4     | 10                |
| 6                 | Ott Tänak          | Raigo Mõlder       | 12                | DMACK World Rally Team           | Ford Fiesta RS WRC    | WRC               | 3 h 18 min 28 s 5 | +5 min 24 s 9     | 8                 |
| 7                 | Kevin Abbring      | Sebastian Marshall | 10                | Hyundai Motorsport N             | Hyundai i20 WRC       | WRC               | 3 h 20 min 34 s 9 | +7 min 31 s 3     | 6                 |
| 8                 | Jan Kopecký        | Pavel Dresler      | 34                | Škoda Motorsport                 | Škoda Fabia R5 (en)   | WRC-2             | 3 h 22 min 08 s 7 | +9 min 05 s 1     | 4                 |
| 9                 | Pontus Tidemand    | Jonas Andersson    | 33                | Škoda Motorsport                 | Škoda Fabia R5 (en)   | WRC-2             | 3 h 22 min 24 s 0 | +9 min 20 s 4     | 2                 |
| 10                | Craig Breen        | Scott Martin       | 8                 | Abu Dhabi Total World Rally Team | Citroën DS3 WRC       | WRC               | 3 h 23 min 00 s 7 | +9 min 57 s 1     | 1                 |
| 14                | Jari-Matti Latvala | Miikka Anttila     | 2                 | Volkswagen Motorsport            | Volkswagen Polo R WRC | WRC               | 3 h 34 min 38 s 0 | +21 min 34 s 4    | 3                 |

3, 2, 1 : y compris les 3, 2 et 1 points attribués aux trois premiers de la spéciale télévisée (power stage).

### Spéciales chronométrées
| Étape  | Spéciale | Heure                              | Nom      | Distance           | Vainqueur             | Temps         | Leader           |
| ------ | -------- | ---------------------------------- | -------- | ------------------ | --------------------- | ------------- | ---------------- |
| Jour 1 | SS1      | Barcelona (asphalte)               | 3,20 km  | Ott Tänak          | Ford Fiesta RS WRC    | 3 min 47 s 6  | Ott Tänak        |
| Jour 1 | SS2      | Caseres 1 (gravier)                | 12,50 km | Thierry Neuville   | Hyundai i20 WRC       | 7 min 39 s 9  | Thierry Neuville |
| Jour 1 | SS3      | Bot 1 (gravier)                    | 6,50 km  | Jari-Matti Latvala | Volkswagen Polo R WRC | 4 min 12 s 0  | Sébastien Ogier  |
| Jour 1 | SS4      | Terra Alta 1 (gravier et asphalte) | 38,95 km | Jari-Matti Latvala | Volkswagen Polo R WRC | 25 min 48 s 7 | Sébastien Ogier  |
| Jour 1 | SS5      | Caseres 2 (gravier)                | 12,50 km | Dani Sordo         | Hyundai i20 WRC       | 7 min 57 s 3  | Dani Sordo       |
| Jour 1 | SS6      | Bot 2 (gravier)                    | 6,50 km  | Dani Sordo         | Hyundai i20 WRC       | 4 min 06 s 0  | Dani Sordo       |
| Jour 1 | SS7      | Terra Alta 2 (gravier et asphalte) | 38,95 km | Kris Meeke         | Citroën DS3 WRC       | 24 min 50 s 1 | Dani Sordo       |
| Jour 2 | SS8      | Vilaplana (asphalte)               | 6,28 km  | Jari-Matti Latvala | Volkswagen Polo R WRC | 4 min 03 s 4  | Dani Sordo       |
| Jour 2 | SS9      | Alcover-Capafonts 1 (asphalte)     | 19,93 km | Jari-Matti Latvala | Volkswagen Polo R WRC | 11 min 05 s 9 | Dani Sordo       |
| Jour 2 | SS10     | Querol 1 (asphalte)                | 21,26 km | Sébastien Ogier    | Volkswagen Polo R WRC | 11 min 12 s 9 | Dani Sordo       |
| Jour 2 | SS11     | El Montmell 1 (asphalte)           | 24,14 km | Sébastien Ogier    | Volkswagen Polo R WRC | 12 min 27 s 3 | Dani Sordo       |
| Jour 2 | SS12     | Alcover-Capafonts 2 (tarmac)       | 19,93 km | Sébastien Ogier    | Volkswagen Polo R WRC | 11 min 02 s 0 | Dani Sordo       |
| Jour 2 | SS13     | Querol 2 (asphalte)                | 21,26 km | Sébastien Ogier    | Volkswagen Polo R WRC | 11 min 14 s 3 | Dani Sordo       |
| Jour 2 | SS14     | El Montmell 2 (asphalte)           | 24,14 km | Sébastien Ogier    | Volkswagen Polo R WRC | 12 min 29 s 3 | Sébastien Ogier  |
| Jour 2 | SS15     | Salou (asphalte)                   | 2,24 km  | Kris Meeke         | Citroën DS3 WRC       | 2 min 33 s 0  | Sébastien Ogier  |
| Jour 3 | SS16     | Pratdip 1 (asphalte)               | 19,30 km | Sébastien Ogier    | Volkswagen Polo R WRC | 10 min 58 s 3 | Sébastien Ogier  |
| Jour 3 | SS17     | Duesaigües 1 (asphalte)            | 12,10 km | Jari-Matti Latvala | Volkswagen Polo R WRC | 8 min 00 s 4  | Sébastien Ogier  |
| Jour 3 | SS18     | Pratdip 2 (asphalte)               | 19,30 km | Jari-Matti Latvala | Volkswagen Polo R WRC | 10 min 53 s 1 | Sébastien Ogier  |
| Jour 3 | SS19 *   | Duesaigües 2 (asphalte)            | 12,10 km | Jari-Matti Latvala | Volkswagen Polo R WRC | 7 min 55 s 8  | Sébastien Ogier  |

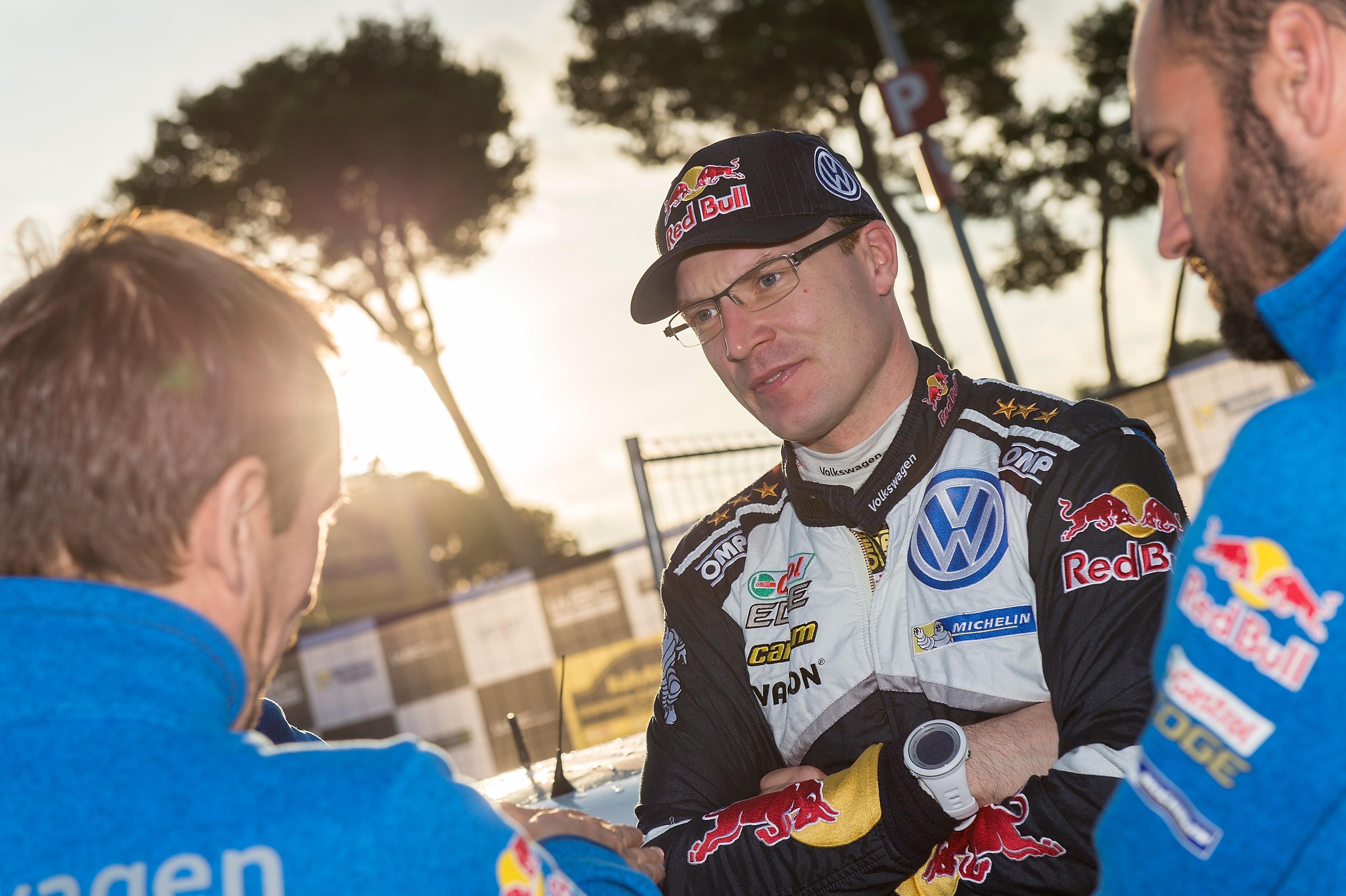
Jari-Matti Latvala, ici durant le rallye, remporte sept spéciales.

* : spéciale télévisée attribuant des points aux trois premiers pilotes

## Classements au championnat après l'épreuve

### Classement des pilotes
Selon le système de points en vigueur, les 10 premiers équipages remportent des points, 25 points pour le premier, puis 18, 15, 12, 10, 8, 6, 4, 2 et 1.
| Pos. | Pilotes            | MON  | SUE  | MEX  | ARG  | POR  | ITA  | POL  | FIN  | GER  | CHN | FRA  | ESP  | GBR | AUS | Points |
| ---- | ------------------ | ---- | ---- | ---- | ---- | ---- | ---- | ---- | ---- | ---- | --- | ---- | ---- | --- | --- | ------ |
| 1    | Sébastien Ogier    | 25+3 | 25+3 | 18+3 | 18+1 | 15+3 | 15+3 | 8+3  | 0    | 25+1 |     | 25+1 | 25+2 |     |     | 222    |
| 2    | Andreas Mikkelsen  | 18+1 | 12+2 | Ab.  | 15   | 18+1 | 0    | 25   | 6    | 12   |     | 15+2 | Ab.  |     |     | 127    |
| 3    | Thierry Neuville   | 15   | 0    | Ab.  | 8    | 0    | 25   | 12+1 | 12+3 | 15+3 |     | 18   | 15   |     |     | 127    |
| 4    | Hayden Paddon      | 0    | 18   | 10+1 | 25+3 | Ab.  | Ab.  | 15   | 10+2 | 10   |     | 8    | 12   |     |     | 114    |
| 5    | Jari-Matti Latvala | Ab.  | 0    | 25+2 | 0    | 8+2  | 18+1 | 10+2 | 18+1 | 2    |     | 12   | 0+3  |     |     | 104    |
| 6    | Dani Sordo         | 8+2  | 8    | 12   | 12+2 | 12   | 12   | Ab.  | -    | 18   |     | 6    | 18+1 |     |     | 92     |
| 7    | Mads Østberg       | 12   | 15   | 15   | 10   | 6    | Ab.  | 4    | 8    | 8    |     | 2    | 10   |     |     | 90     |
| 8    | Ott Tänak          | 6    | 10   | 8    | 0    | Ab.  | 10   | 18   | Ab.  | 0    |     | 1    | 8    |     |     | 61     |
| 9    | Kris Meeke         | Ab.  | 0+1  | -    | -    | 25   | -    | -    | 25   | -    |     | 0+3  | Ab.  |     |     | 54     |
| 10   | Craig Breen        | -    | 4    | -    | -    | -    | -    | 6    | 15   | -    |     | 10   | 1    |     |     | 36     |
| 11   | Eric Camilli       | Ab.  | Ab.  | 0    | 4    | 10   | 8    | 1    | Ab.  | 0    |     | 4    | 0    |     |     | 27     |
| 12   | Henning Solberg    | -    | 6    | -    | 2    | 0    | 6    | 0    | 0    | -    |     | -    | -    |     |     | 14     |
| 13   | Stéphane Lefebvre  | 10   | -    | -    | -    | 0    | -    | 2    | -    | Ab.  |     | -    | -    |     |     | 12     |
| 14   | Esapekka Lappi     | 2    | 0    | -    | -    | -    | 0    | 0    | 4    | 6    |     | -    | -    |     |     | 12     |
| 15   | Martin Prokop      | -    | -    | 6    | -    | 4    | 2    | -    | -    | -    |     | -    | -    |     |     | 12     |
| 16   | Kevin Abbring      | -    | -    | -    | -    | -    | 0+2  | -    | 2    | -    |     | Ab.  | 6    |     |     | 10     |
| 17   | Teemu Suninen      | -    | 1    | 2    | -    | 0    | 4    | 0    | 1    | 0    |     | 0    | 0    |     |     | 8      |
| 18   | Pontus Tidemand    | -    | -    | -    | -    | 2    | -    | 0    | Ab.  | 4    |     | -    | 2    |     |     | 8      |
| 19   | Jan Kopecky        | -    | -    | -    | -    | 0    | 1    | -    | -    | 2    |     | 0    | 4    |     |     | 7      |
| 20   | Elfyn Evans        | 4    | 2    | -    | 0    | 0    | -    | 0    | 0    | -    |     | 0    | -    |     |     | 6      |
| 21   | Marcos Ligato      | -    | -    | -    | 6    | -    | -    | -    | 0    | -    |     | -    | -    |     |     | 6      |
| 22   | Lorenzo Bertelli   | Ab.  | -    | 4    | 0    | -    | Ab.  | 0    | Ab.  | 0    |     | 0    | -    |     |     | 4      |
| 23   | Armin Kremer       | 1    | -    | 0    | -    | -    | 0    | Ab.  | -    | 1    |     | -    | -    |     |     | 2      |
| 24   | Nicolás Fuchs      | -    | -    | 0    | 1    | 1    | -    | 0    | -    |      |     | -    | -    |     |     | 2      |
| 25   | Valeriy Gorban     | -    | -    | 1    | Ab.  | Ab.  | 0    | 0    | 0    | -    |     | -    | 0    |     |     | 1      |

| Couleur | Résultat                                                         |
| ------- | ---------------------------------------------------------------- |
| Or      | Vainqueur                                                        |
| Argent  | 2e place                                                         |
| Bronze  | 3e place                                                         |
| Vert    | Classé, dans les points                                          |
| Bleu    | Classé, hors des points Non classé (Nc.)                         |
| Mauve   | Abandon (Ab.) Retrait (Re.)                                      |
| Noir    | Disqualifié (Dq.)                                                |
| Blanc   | N'a pas pris le départ (Np.) Forfait (Forf.) Épreuve annulée (A) |
| Aucune  | N'a pas participé (-)                                            |

### Classement des constructeurs
Les points sont accordés aux 10 premiers classés.
| Position | 1er | 2e | 3e | 4e | 5e | 6e | 7e | 8e | 9e | 10e |
| Points   | 25  | 18 | 15 | 12 | 10 | 8  | 6  | 4  | 2  | 1   |

| Pos. | Constructeurs               | no | MON | SUE | MEX | ARG | POR | ITA | POL | FIN | GER | CHN | FRA | ESP | GBR | AUS | Points |
| ---- | --------------------------- | -- | --- | --- | --- | --- | --- | --- | --- | --- | --- | --- | --- | --- | --- | --- | ------ |
| 1    | Volkswagen Motorsport       | 1  | 25  | 25  | 18  | 18  | 18  | 15  | 8   | 6   | 25  |     | 25  | 25  |     |     | 322    |
| 1    | Volkswagen Motorsport       | 2  | Ab. | 4   | 25  | 2   | 10  | 18  | 10  | 25  | 4   |     | 12  | 4   |     |     | 322    |
| 2    | Hyundai World Rally Team    | 3  | 15  | 6   | Ab. | 12  | Ab. | Ab. | 12  | 18  | 15  |     | 18  | 18  |     |     | 260    |
| 2    | Hyundai World Rally Team    | 4  | 10  | 18  | 12  | 8   | 15  | 12  | 15  | 15  | 18  |     | 8   | 15  |     |     | 260    |
| 3    | M-Sport                     | 5  | 12  | 15  | 15  | 10  | 12  | Ab. | 6   | 12  | 8   |     | 6   | 10  |     |     | 144    |
| 3    | M-Sport                     | 6  | Ab. | Ab. | 4   | 6   | 8   | 8   | 4   | Ab. | 2   |     | 4   | 2   |     |     | 144    |
| 4    | Volkswagen Motorsport II    | 9  | 18  | 12  | Ab. | 15  | 25  | 4   | 25  | 10  | 12  |     | 15  | Ab. |     |     | 136    |
| 5    | Hyundai Motorsport N        | 10 | 6   | 8   | 10  | 25  | 2   | 2   | -   | 8   | 10  |     | 10  | 12  |     |     | 124    |
| 5    | Hyundai Motorsport N        | 20 | -   | -   | -   | -   | -   | 25  | Ab. | Ab. | -   |     | -   | 6   |     |     | 124    |
| 6    | DMACK World Rally Team      | 12 | 8   | 10  | 8   | 4   | Ab. | 10  | 18  | Ab. | 6   |     | 2   | 8   |     |     | 74     |
| 7    | Jipocar Czech National Team | 21 | Ab. | Ab. | 6   | -   | 6   | 6   | -   | -   | -   |     | -   | -   |     |     | 18     |
| 8    | YAZEED RACING               | 30 | Ab. | 0   | Ab. | -   | 4   | Ab. | Ab. | Ab. | -   |     | -   | -   |     |     | 4      |